# Juan Lorenzo de Cetina
Juan Lorenzo de Cetina (Cetina, 1340 - Granada, 19 de mayo de 1397) fue un fraile franciscano aragonés y español, que murió martirizado en la ciudad de Granada mientras predicaba con su compañero Pedro de Dueñas. Es venerado como beato por la Iglesia católica.

## Biografía
Hijo de Juan Lorenzo nació en Cetina, una localidad próxima a Calatayud en 1340. Fue educado en el palacio del señor de Cetina, donde era paje. Ya de joven, desengañado del mundo y de la vida del palacio se retira del mundanal ruido en la ermita de San Ginés, cercana a Cartagena, donde se autoimpondrá una vida de rezo, ayuno y penitencia.
Queriendo hacer vida religiosa comunitaria, ingresa en el convento de San Francisco de Monzón, de la orden franciscana. Fue aceptado como novicio y se formó en las Sagradas Escrituras y materias relacionadas, siendo ordenado sacerdote. Continua estudiando en Barcelona teología y artes mientras trataba de convertir a judíos y musulmanes de la ciudad condal. Quiere volver a la soledad y se retira a un convento de Chelva, en Valencia, fundado en 1388. A pesar de que el monasterio era muy austero se retiraba con frecuencia a una cueva próxima, lugar en el que sus penitencias eran cada vez más duras.
La noticia del martirio de Jerusalén de algunos peregrinos franciscanos en noviembre de 1391 va a empujar a que dé su vida por Cristo. Viaja a Roma para pedir al papa Bonifacio IX  permiso pafra ir a predicar a Tierra Santa, pero el papa se lo niega, dándole permiso, sin embargo, para ir a predicar a los musulmanes de cualquier otro lugar. Juan pensó en ir al reino de Granada, y el provincial de la orden, para disuadirlo, lo envió al convento de San Francisco del Monte, cerca de Córdoba. Vivía con gran austeridad adquiriendo fama de santidad, insistía, sin embargo, en ir a predicar a los musulmanes y terminó obteniendo el permiso. Al final marchó a Granada llevando de compañero a Pedro de Dueñas.
El 28 de enero de 1397 llegan a Granada y comienzan a predicar. El cadí de la ciudad los hace detener y trata de disuadirlos, ya que a pesar de que la práctica del cristianismo estaba permitida a título privado, sin embargo estaba completamente prohibida la prédica y el proselitismo. Continuaron predicando, siendo llevados a prisión y obligados a trabajos forzados en el campo, donde caerán enfermos. Cuando el rey nazarí vuelve a la ciudad los frailes van a ser llevados a presencia suya y los mandará torturar. El 19 de mayo de 1397, aconsejado por sus súbditos, el rey hace degollar a Juan de Cetina, pensando que así su compañero más joven, Pedro de Dueñas, sin el apoyo de su compañero más maduro, renunciaría a su fe. Sin embargo no fue así y cayó también martirizado.
Los restos mortales de ambos mártires fueron recogidos por los cristianos, parte de ellos los llevaron unos mercaderes catalanes a la catedral de Vich,  otros restos fueron llevados a Sevilla y Córdoba.
Clemente XII aprobó su culto el 29 de agosto de 1731.